# Iara (Rumänien)
Iara (ungarisch Alsójára) ist eine Gemeinde im Kreis Cluj, in der Region Siebenbürgen in Rumänien.
Der Ort ist auch unter den ungarischen Bezeichnungen Felsőjára, Belsőjára und Jára bekannt.

## Geographische Lage

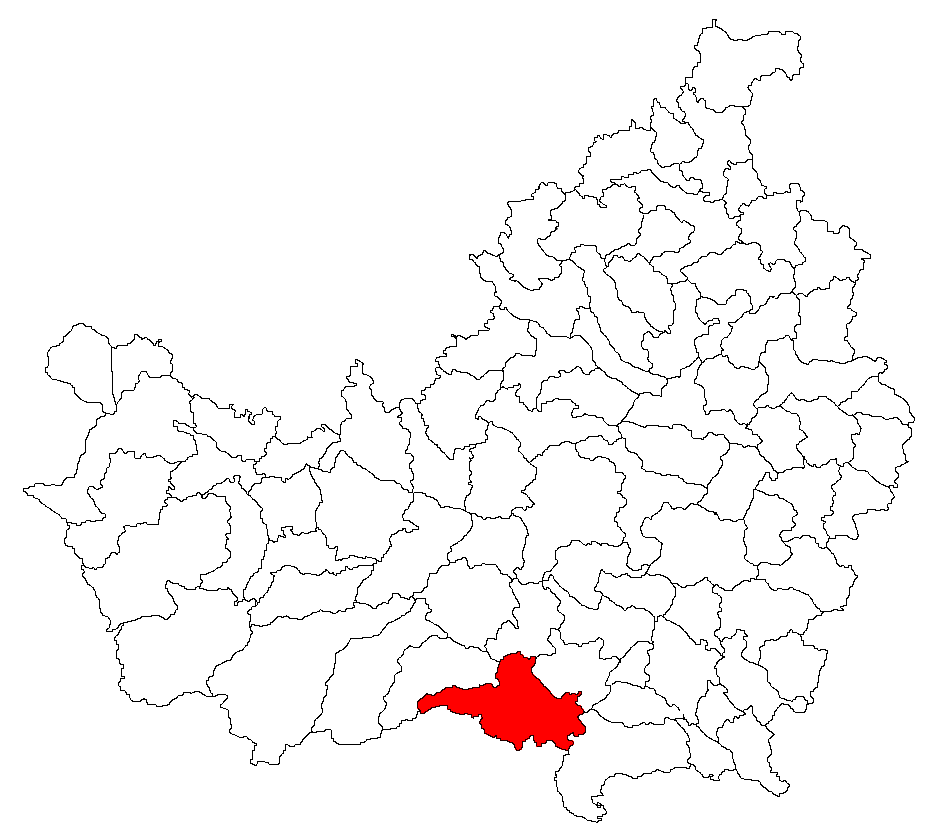
Lage der Gemeinde Iara im Kreis Cluj

Die Gemeinde Iara liegt westlich des Siebenbürgischen Beckens in den Nordwestausläufern des  Trascău-Gebirges (Munții Trascăului) im Süden des Kreises Cluj. Am gleichnamigen Bach – ein linker Nebenfluss des Arieș – und an der Kreisstraße (Drum județean) DJ 107M befindet sich der Ort Iara 28 Kilometer westlich von der Stadt Turda (Thorenburg). Die Kreishauptstadt Cluj-Napoca (Klausenburg) liegt 35 Kilometer nördlich.

## Geschichte
Der Ort Iara wurde erstmals 1176 urkundlich erwähnt. Im Mittelalter wurde der Ort von siebenbürgisch-sächsischen Bergleuten bewohnt, die ergiebige Goldwäschereien betrieben. Ab dem 15. Jahrhundert siedeln immer mehr Magyaren hier an. Der Ort war für seine Jahrmärkte und auch als Hafen- und Handwerkszentrum bekannt.
Eine Besiedlung des Ortes, auf dem Areal von den Einheimischen Groapa lui Papa (ungarisch Pápagödre) genannt, geht nach archäologischen Funden einer Bergwerkssiedlung, nach Angaben von E. A. Bielz und G. Téglás, bis in die Römerzeit, oder nach Angaben des rumänischen Kulturministeriums bis in die Frühgeschichte zurück. Zahlreiche archäologische Objekte werden der Spätbronzezeit zugeordnet. Mehrere archäologische Funde aus der Spätbronzezeit wurden auch im eingemeindeten Dorf Buru (ungarisch Borrév) am Arieș gemacht. Diese befinden sich in Museen in Budapest. Im eingemeindeten Dorf Făgetu Ierii (veraltet Bicalat oder Bicălat; ungarisch Bikalat) wurde eine Goldmine, welche der Römerzeit zugeordnet wurde, gefunden.
Im Königreich Ungarn gehörte die heutige Gemeinde dem Stuhlbezirk Alsójára – dem heutigen Gemeindezentrum – in der Gespanschaft Torda-Aranyos, anschließend dem historischen Kreis Cluj und ab 1950 dem heutigen Kreis Cluj an.

## Bevölkerung
Die Bevölkerung der Gemeinde entwickelte sich wie folgt:
| 1850 | 4.234 | 4.028 | 135 | –  | 71             |
| 1930 | 6.712 | 5.773 | 730 | 11 | 198            |
| 1992 | 5.190 | 4.779 | 186 | 2  | 223            |
| 2002 | 4.704 | 4.266 | 149 | 5  | 284            |
| 2011 | 3.889 | 3.305 | 95  | 2  | 487 (Roma 285) |
| 2021 | 3.577 | 2.985 | 2   | -  | 590 (Roma 249) |

Seit 1850 wurde auf dem Gebiet der heutigen Gemeinde die höchste Einwohnerzahl (6.822) und auch gleichzeitig die der Rumänen (6.176) 1941 ermittelt. Die höchste Bevölkerungszahl der Magyaren (1.052) wurde 1910, die der Roma 2011 und die der Rumäniendeutschen (25) 1880 registriert.

## Sehenswürdigkeiten
- Im Gemeindezentrum die Herrenhäuser Beldi, Kemény und Teleki im 19. Jahrhundert errichtet, stehen unter Denkmalschutz.[5]
- Die unitarische Kirche in Iara im 13. Jahrhundert errichtet und etwa im 18. Jahrhundert neu gestaltet, steht unter Denkmalschutz.[5]
- Im eingemeindeten Dorf Borzești (veraltet Berchiș; ungarisch Berkes) die orthodoxe Kirche Sf. Arhanghel Mihail și Gavriil, im 18. Jahrhundert errichtet, steht unter Denkmalschutz.[5]
- Im eingemeindeten Dorf Măgura Ierii (ungarisch Járamagura) die Holzkirche Sfinții Arhangheli Mihail și Gavriil,[10] 1783 errichtet, steht unter Denkmalschutz.[5]
- Im eingemeindeten Dorf Ocolișel (Felsőaklos) die Holzkirche Sfinții Arhangheli Mihail și Gavriil, 1852 errichtet, steht unter Denkmalschutz.[5]
- Im eingemeindeten Dorf Surduc (Járaszurdok) die Holzkirche Sfinții Arhangheli Mihail și Gavriil, im 18. Jahrhundert errichtet, steht unter Denkmalschutz.[5]
- Im eingemeindeten Dorf Buru die Holzkirche im 18. Jahrhundert errichtet.[11]
- Im eingemeindeten Dorf Făgetu Ierii die Holzkirche Sfinții Trei Arhangheli 1769 errichtet.[12]

## Persönlichkeiten
- Traian Crișan (1918–1990), Kurienerzbischof der römisch-katholischen Kirche